# 자돌폭뢰

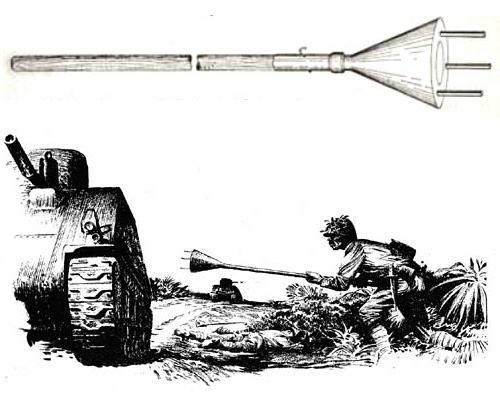
자돌폭뢰를 가지고 돌격하려는 일본군.

자돌폭뢰(일본어: 刺突爆雷 시토츠바크라이[*])는 제2차 세계 대전 당시 일본 육군이 사용한 대전차 무기이다. 막대기 끝에 성형작약탄을 장착하여 적 전차에 꽂아넣어 폭발시키는 구조이다. 초기형 자돌폭뢰는 관통력이 180mm에 달했다. 하지만, 나중에는 60mm로 대폭 줄었다.
제1차 인도차이나 전쟁의 베트남군도 자돌폭뢰로 프랑스군 기갑차량을 공격한 사례가 있다.

## 같이 보기
- 화창
- 가미카제
- 반자이 돌격